# Коаксиален кабел
Коаксиалният кабел е кабел, съставен от централен активен проводник и външен проводник (екран), разположени съосно и разделени от твърд изолационен материал или въздух. В комуникациите се използва за предаване на радиочестотни електрически сигнали, най-често от дециметровия обхват, а също и като фидер за повечето антени, и техни активни елементи. Наименованието на кабела идва от геометричното разположение на активния (активните) проводници и екрана – коаксиално, т.е. осите им съвпадат. Изобретен и патентован е през 1880 година от британския физик Оливър Хевисайд.

## Устройство, принцип на действие и характеристики
Коаксиалният кабел (виж фигурата) се състои от:
1 – вътрешен проводник във вид на единичен проводник (праволинеен, като на рисунката, или навит в спирала), многожилен проводник или тръбичка. Прави се от метал с висока проводимост – мед, посребрена мед, медна сплав, алуминиева сплав, стомана с медно покритие и др.
2 – изолация, изпълнена във вид на диелектрично запълване, осигуряващо съосие на взаимното разположение на вътрешния и външния проводник. Запълването може да бъде плътно (полиетилен, разпенен полиетилен, полистирол, твърд флуоропласт, флуоропластова лента и т.н.) или полувъздушен (тръбовидна обвивка, шайби и др.)
3 – външен проводник (екран) във вид на оплетка (ширмовка) от метални жички или плътна метална повърхност – фолио, покрито с тънък слой от алуминиев филм и техните комбинации, а също така и гофрирана тръба, повита с метални ленти и др. от мед, медна или алуминиева сплав. Ако екранът е твърда цилиндрична повърхност, получава се твърда коаксиална линия, която е разновидност на гъвкавия коаксиален кабел и се използва за големи мощности. Екранът се състои от един или няколко външни проводника.
4 – обвивка от светостабилизиран (устойчив на ултравиолетово слънчево излъчване) полиетилен, поливинилхлорид (PVC), полипропилен, тефлон, повивка от флуоропластова лента или друг изолационен материал. Нанесена е върху външния проводник и служи за изолация и защита от външни въздействия. При условие, че е нужно кабелът да издържа на температурни влияния, може да се използва халар или тефлон.
Енергията се разпространява във вид на електромагнитна вълна надлъжно в пространството между вътрешния и външния проводник. Централният проводник е активен, а външният е заземен и служи за екраниране на полето. Затова сигналите се пренасят без излъчване на енергия в околното пространството, с възможно най-малко загуби. Ако средата между вътрешния и външния проводници е атмосферен въздух, сигналът се разпространява със скоростта на светлината c = 3•108 m/s; ако е твърд диелектрик, скоростта е по-малка.
Коаксиалната линия се отличава от екранирания проводник, използван за предаване на постоянен електрически ток и нискочестотни сигнали с по-еднородни надлъжни и напречни сечения, нормирани размери и стойности на електромагнитните параметри на материалите и със специализираните материали за силови проводници при високо напрежение.

### Параметри
- Вълновото съпротивление (характеристичен импеданс) на коаксиалната линия зависи от съотношението на диаметрите на външния и вътрешния проводник и вида на диелектрика. Обикновено то е между 48 до 200 Ω. при различните видове. При увеличаване на разликата в диаметрите вълновото съпротивление нараства. Най-разпространени са кабелите с вълново съпротивление 50 и 75 Ω, защото с 50 Ω кабел се предава максимална мощност, а кабел 75 Ω пренася сигналите с минимално затихване. Кабели с вълново съпротивление 100 – 150 Ω се използват рядко, в импулсната техника и за специални цели, а с 200 Ω – крайно рядко, международни стандарти за тях не са предвидени. Вълновото съпротивление се определя по формулата[1]

{\displaystyle Z_{0}\approx {\frac {60\Omega }{\sqrt {\epsilon _{r}}}}\ln {\frac {D}{d}}},
където D e външният диаметър, d e вътрешният, а ε е диелектричната константа.
- Затихване (загуби) в коаксиалния кабел в децибели на метър дължина
- Скорост на разпространение на вълната в метри за секунда. По-често се дава като коефициент на скоростта (англ. Velocity factor, VF), в проценти спрямо скоростта на светлината. За коаксиални кабели с въздушен диелектрик примерна стойност е 93%[2], а за полиетилен – 77%[3].
- Индуктивно съпротивление за метър
- Капацитивно съпротивление за метър
- Максимално допустима мощност
- Максимално допустимо напрежение
- Минимален радиус на огъване

## Начин на изготвяне
Изготвянето на активния проводник става чрез разтапяне на метала и изтегляне на дълги нишки с нужната дебелина. След изтеглянето в зависимост от използвания метал или вида на кабела, върху нишката се нанася електролизно метално покритие от мед или други силно проводими материали Нишката преминава през „тунел“, пълен с разтопена маса от бъдещото изолационно покритие. В процеса на движение по цялата дължина на тунела тя изстива и на изхода се получава заготовка на кабел. Последният се навива, маркира и пакетира.
Понякога кабелите се изработват под формата на плетеница. Това се прави с няколко цели. Първата цел е да се отделят чифтовете в една система. Втора цел и причина е да се намалят индуктивностите в системата. В някои аудио системи и дискотеки при свързването на звукова техника се практикува чифтовото окабеляване, защото така индуктивността на кабелите намалява, а оттам и смущенията. Последното води до по-високо качество на звука и по-качествен пренос на данни.